# Oudeland van Strijen
Het Oudeland van Strijen is een Natura 2000-gebied in de gemeente Hoeksche Waard (Zuid-Holland).
Het Oudeland van Strijen is een uitgestrekt poldergebied in de Hoeksche Waard, dat nog voor een belangrijk deel uit oude graslanden bestaat.

## Flora en fauna

### Vogels
Het is een belangrijk gebied voor doortrekkende en overwinterende ganzen, eenden, plevieren en ook dwergganzen. In de winter is het ook een voedselgebied voor brandganzen, kolganzen en smienten. In de trektijd zijn er duizenden goudplevieren en kieviten. De aanwezigheid van prooidieren trekt onder andere de slechtvalk en soms de zeearend aan.

### Planten
Aangetroffen: zilverschoon-verbond, fioringras, ruw beemdgras, kruipende boterbloem, blaartrekkende boterbloem, witte klaver, zomprus, gewone waterbies,
groot moerasscherm, geknikte vossenstaart.
In het water: gewoon kransblad, stijve waterranonkel, tenger fonteinkruid, puntig fonteinkruid, haarfonteinkruid, smalle waterpest, stomphoekig sterrenkroos, lidsteng.